# You Can Have It All
You Can Have It All is een single van de Engelse indierockband Kaiser Chiefs die alleen op 7"-vinyl uitkwam. De single was te winnen via de website van Kaiser Chiefs in 2005 waarna de winnaars de single thuis kregen gestuurd rond Kerstmis 2005. Van de single zijn maar 2000 stuks gemaakt. De versie van "You Can Have It All" op de single is een iets andere versie dan op het album te horen.
Het nummer gaat over een knipperlichtrelatie met een vrouw. Het nummer is beïnvloed door de muzikale stijl van de Amerikaanse band The Beach Boys.
In de cover staan alle handtekeningen van de band en een speciale kerstboodschap van hen. Het B-kant nummer van de single "I Predict Some Quiet" ("Ik voorspel wat stilte") is inderdaad een track met alleen maar stilte, waarschijnlijk om de luisteraar een vredig en rustig Kerstmis te wensen. Het is de tegenhanger van "I Predict a Riot" ("Ik voorspel rellen").

## Nummers
Alle muziek en teksten zijn geschreven door Kaiser Chiefs. 
| Nr. | Titel                                         | Duur |
| --- | --------------------------------------------- | ---- |
| 1.  | You Can Have It All (Light Orchestral versie) |      |
| 2.  | I Predict Some Quiet                          |      |